# Костел Святої Анни (Скалат)
Костел Святої Анни в Скалаті — римсько-католицька церква в місті Скалаті Тернопільської области України.

## Відомості
- 1632—1642 — утворено парафію та споруджено перший костел коштом К. Віхровського.
- 1703 — споруджений новий мурований храм замість старого; освячений архієпископом Андрія Анквича.
- 1898 — згорів.
- 1900 — споруджено нову муровану святиню (проєкт Т. Таловського; кошти М. Роштоцького та А. Шидловського завдяки зусиллям о. М. Пьотровського), яку в 1901 році освятив єпископ Йосиф Вебер.
- 1931 — відбувся ремонт.
- 1946 — пошкоджений радянською артилерією (закритий 1944 року).
- 1959 — підірваний.
- 26 липня 1990 — єпископом Яном Ольшанським освячено тимчасову каплицю.
- 1994—2002 — тривало будівництво сучасного храму.
- 26 липня 1996 — єпископом Маркіяном Трофим'яком освячено наріжний камінь, а вже 26 липня 2002 р. єпископ Мар'ян Бучек освятив новозбудований костел.